# Willa „Eliza”
Willa „Eliza” – willa znajdująca się przy ul. Stanisława Pareńskiego 46 w Tenczynku, w gminie Krzeszowice, w powiecie krakowskim. 
Położona jest w Rzeczkach – najbardziej na wschód wysuniętej części Tenczynka, przy skrzyżowaniu drogi powiatowej 2121K – do kamieniołomu Niedźwiedzia Góra i dawnej Kopalni Krystyna a ul. Pareńskiego.
Willa Eliza z końca XIX wieku należała do lekarza profesora UJ Stanisława Pareńskiego, który nazwał ją imieniem swojej żony – Elizy. W tej piętrowej, murowanej willi gościł m.in. Stanisław Wyspiański, który córkom właściciela – Marysi i Zosi malował portrety, a także uwiecznił ich w dramacie Wesele. W willi przebywał też Tadeusz Boy-Żeleński, który ożenił się z wymienioną tu Zosią. W późniejszym okresie została w niewielkim stopniu przebudowana. Obecnie budynek jest opuszczony i zdewastowany.
Zespół willi czyli dom ze skrzydłem bocznym, brama wjazdowa, ogród i park został wpisany do rejestru zabytków nieruchomych Wojewódzkiego Urzędu Ochrony Zabytków w Krakowie.